# Chilemutilla incognita
Chilemutilla incognita  (лат.) — вид ночных ос-немок рода Chilemutilla из подсемейства Sphaeropthalminae. Эндемик Чили (область Атакама, провинция Копьяпо, Bahia Inglesa, Camping Rocas Negras), найдены на песчаных дюнах в 30 км от берега моря. Длина тела 3,2 мм. Вертекс и 2-й тетасомальный сегмент коричневатые, лоб, щёки, гипостома, мезосома, S2 и остальные метасомальные сегменты (2—6) коричневато-красные, усики и ноги — желтоватые. Вид был описан в 2007 году панамскими энтомологами Роберто Камброй (Roberto Cambra) и Диомедесом Куинтеро (Diomedes Quintero, Museo de Invertebrados G. B. Fairchild, Universidad de Panama, Панама). Видовое название — incognita — получено от латинского слова incognitus по причине отсутствия самцов при описании нового таксона.